# Faculté de pharmacie de Clermont-Ferrand
Pour les articles homonymes, voir Faculté de pharmacie.
La Faculté de pharmacie de Clermont-Ferrand est une unité de formation et de recherche composante de l'Université Clermont Auvergne œuvrant pour la formation de futurs professionnels de santé et de chercheurs dans le domaine pharmaceutique.

## Historique
Une « école préparatoire de médecine et de pharmacie » fut fondée à Clermont-Ferrand à la suite de l'ordonnance du 13 octobre 1840, transformée en 1928 en « école de médecine et de pharmacie de plein exercice ». Enfin en mars 1954 fut créée la « faculté mixte de médecine et de pharmacie » de Clermont-Ferrand,.
Le 13 octobre 1967 sont inaugurés sur le plateau Saint-Jacques les nouveaux bâtiments de la faculté de Médecine et Pharmacie, à proximité immédiate du CHU Gabriel-Montpied (inauguré en 1970).

## Formation
La faculté propose un doctorat de pharmacie, deux mentions de master, le master «Sciences du Médicament et des produit de santé » (co-porté par l'UFR de Chimie) et le parcours « Qualité des produits de santé » du master « Qualité, Hygiène, Sécurité », les parcours « Pharmacologie » et «Nutrition» de la licence «Sciences de la Vie»  et la licence professionnelle «Industries Pharmaceutiques, Cosmétologiques, et de santé : gestion, production et valorisation».
L'UFR propose également (en 2022) huit diplômes universitaires, un diplôme inter-universitaire et des formations continues non diplômantes.
Depuis la rentrée 2023, la faculté propose un DEUST Préparateur/Technicien en pharmacie en partenariat avec 4 CFA d'Auvergne.

## Anciens élèves
- Isabelle Adenot (1957-), pharmacienne française et présidente de l'Ordre des pharmaciens.
- Philippe Morvan (1962-), pharmacien et écrivain français.